# DLOGTIME
在複雜度理論內，DLOGTIME是一個複雜度類，其問題可以用決定型圖靈機，在對數成長的時間內解決。這是使用決定型時間，所能定義出最小且非單純（non-trivial）的複雜度類。這類複雜度一定使用隨機存取圖靈機來定義，因為機器沒有足夠的時間來讀取整個輸入（輸入的大小，成長率是O(n)）。
DLOGTIME-均一性（uniformity）在電路複雜性裡面是很重要的。
詢問輸入字串的長度這個問題屬於DLOGTIME，因為我們可以對可能的輸入大小進行折半搜索演算法（binary search）。